# GLAM ENTERTAINMENT
GLAM ENTERTAINMENT.Coは、和歌山県の総合エンターテイメント会社である。Yoshito（本名：木下嘉人）が代表を務めている。

## 概要
2011年12月1日、DanceStudioGLAMとしてダンススタジオを経営していたがダンスだけではなく多方面に活躍する人材を育成したいという意向から出来た会社である。ダンススクールをメインにアーティスト・タレントのマネージメント、育成業務以外に、イベント企画、映像制作、デザインなども行っている。

## ダンススクール部門
2008年5月に、第1号店DanceStudioGLAM御坊校をオープン。その後和歌山校、有田校をオープンさせる。
- 和歌山校　和歌山市湊1827-5
- 有田校
- 御坊校
- 岩出校
- 小倉校
- 藤戸台校

の6校。

## テレビ事業
毎週月曜日19;30~20;00 TV和歌山系ワンカツ放送中
- PLACE